# Poldermolen (Milsbeek)
De naamloze poldermolen was een poldermolen, gelegen in weiland t/o Achterbroek 15 te Milsbeek.

## Geschiedenis
In Milsbeek werd in 1910 een kleine stenen schepradmolen gebouwd. Een dergelijke molen is in Zuidoost-Nederland een zeldzaamheid. Met een vlucht van 10 meter was het mogelijk ook de kleinste Nederlandse molen van dit type. In het Hoogheemraadschap van Rijnland, waar meerdere van deze stenen poldermolens te vinden zijn, heeft de kleinste molen daar nog een grotere vlucht, namelijk 12,9 meter.
De molen werd gebouwd door Jan Laarakkers, die op deze wijze een moerassig landje geschikt wilde maken voor weidegrond. Naar verluidt had hij het idee opgedaan tijdens zijn dienstplicht in West-Nederland.
In de jaren '30 van de 20e eeuw sloeg de molen op hol en werd vernield, doch de romp bleef staan.
De molenstomp is een gemeentelijk monument